# C'est une gosse
C'est une gosse est une chanson d'Henri Christiné créée par Fréhel et enregistrée en 78 tours en 1908.

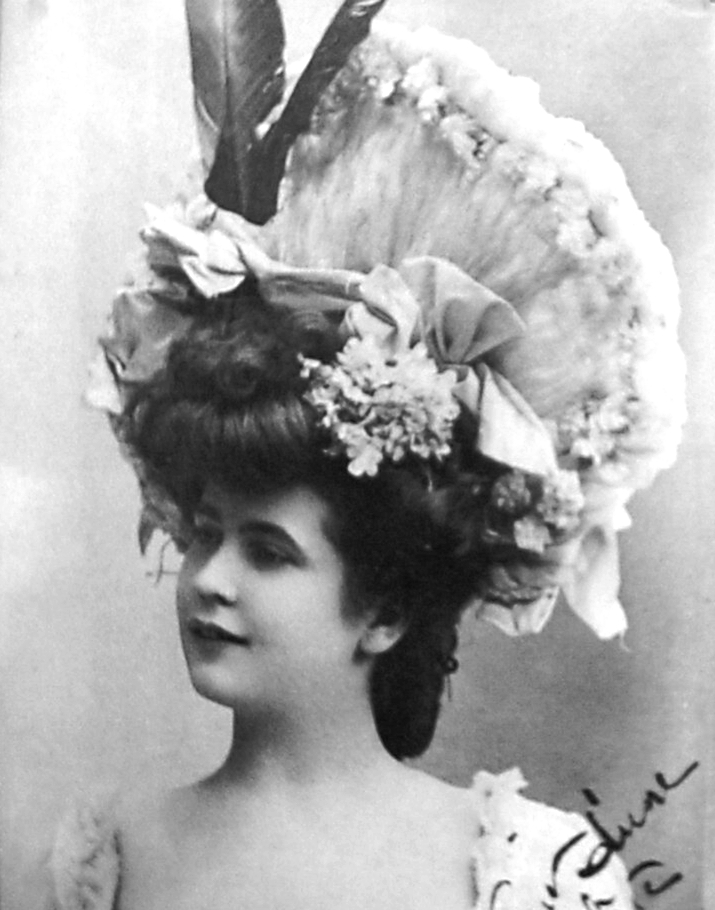
Pervenche Fréhel en 1908.

Il s'agit du premier disque gravé par Fréhel. Sur celui-ci, on peut lire : « Interprété par Madame Pervenche Fréhel de l’Eldorado, avec accompagnement d’orchestre ». Il est précisé sur l’étiquette qu’il s’agit d’un disque 76 tours par minute (au début du siècle la vitesse de rotation oscillait entre 70 et 80 tours par minute).
En 1908, alors âgée de dix-huit ans Marguerite Boulc'h enregistre, chez Odeon, son premier disque contenant deux chansons : C'est une gosse et Fenfant d'amour (écrite par Léo Daniderff). À cette époque, la jeune femme avait, lors d'un petit emploi, rencontré la Belle Otéro qui lui avait dit : « Il te faut un autre nom. Tu devrais t'appeler Pervenche, ça t'irait bien. »
Malgré son succès, Fréhel attend dix-huit ans avant de graver un second disque.